# Nagrody Telewizyjne Towarzystwa Sztuk Filmowych i Telewizyjnych 1964

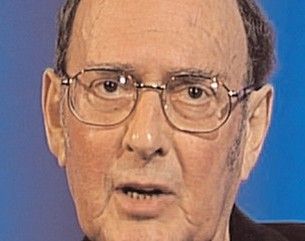
Harold Pinter, najlepszy scenarzysta (zdjęcie z 2005)

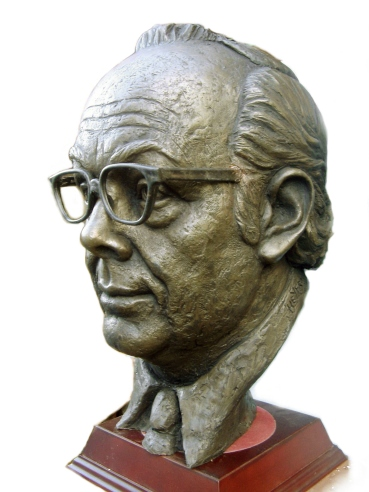
Eric Morecambe, jeden z laureatów nagrody dla najlepszej osobowości w rozrywce

Nagrody Telewizyjne Towarzystwa Sztuk Filmowych i Telewizyjnych 1964 – dziesiąta edycja nagród, znanych od 1976 jako Nagrody Telewizyjne Akademii Brytyjskiej, zorganizowana w 1964 roku. 

## Lista laureatów
- Najlepszy aktor: Alan Badel
- Najlepsza aktorka: Vivien Merchant
- Najlepsza osobowość w rozrywce: Eric Morecambe i Ernie Wise
- Najlepszy publicysta: Bernard Braden
- Najlepszy scenarzysta: Harold Pinter
- Najlepszy serial dramatyczny (nagroda dla scenarzysty): Philip Mackie
- Najlepszy zagraniczny program telewizyjny: L'Aiguille Du Midi
- Najlepszy scenograf: Richard Henry
- Najlepszy program plenerowy: Antony Craxton
- Najlepszy producent dramatyczny: John Jacobs
- Najlepszy producent rozrywkowy: Colin Clews
- Najlepszy producent publicystyczny: Peter Morley i Cyril Bennett
- Najlepszy dokument: Anthony De Lotbiniere
- Najlepszy program specjalistyczny: Margaret Dale
- Nagroda im. Desmonda Davisa za zasługi dla telewizji: Joan Kemp-Welch
- Nagroda Specjalna: zespół produkcyjny programu That Was the Week That Was